# 허사
허사(許汜, ? ~ ?)는 중국 후한 말의 정치가로, 형주(荊州) 양양군(襄陽郡) 사람이다.

## 생애
양려(楊慮)에게서 학문을 사사하였으며, 이후 조조(曹操)의 밑에서 종사중랑(從事中郞)을 지냈다.
흥평(興平) 원년(194년), 조조가 도겸(陶謙)을 치기 위해 서주(徐州)로 진격하자 장막(張邈) · 장초(張超) · 진궁(陳宮) · 왕해(王楷) 등과 함께 여포(呂布)의 밑으로 가 조조에게 반기를 들었으며, 연주(兗州) 대부분을 장악하였다.
건안(建安) 3년(198년) 겨울, 여포가 조조의 공격을 받아 하비(下邳)에서 농성하자 허사는 왕해와 함께 원술(袁術)에게 원군을 요청하러 갔다. 원술은 거절하고자 하였는데, 허사와 왕해는 여포가 토벌되면 다음은 원술의 차례일 것이라고 항변하는 한편 여포의 딸을 보내준다는 조건을 붙이자 원술은 원군을 보내기로 약속하였다. 그러나 여포는 실제로는 원술의 지원을 받지 못했으며, 조조의 포위를 뚫지 못하였다.
여포가 멸망한 후, 허사는 형주(荊州)의 유표(劉表)에게 몸을 의탁하였다. 어느날 유표 · 유비(劉備)와 함께 천하의 인물들에 대하여 논하는 자리가 마련되었는데, 그때 허사는 한때 여포의 부하였던 진등(陳登)에 대하여 "횡포한 인간"이라고 비난하였다. 유비가 그 뜻을 묻자, 허사는
| “ | 진등은 손님을 대하는 태도를 갖추지 않았소. 내가 하는 말을 듣지 않을뿐더러, 자신은 침대에서 자고 나는 바닥에서 재웠소. | ” |

라고 대답하였다. 그러자 유비는
| “ | 그대는 선비로써 명성이 있음에도 불구하고, 잘 곳을 구하기만 할 뿐 제대로 된 진언 하나 하지를 않소. 나 같았으면 침대가 아니라 100자 높이의 누각에서 잠을 청하고, 당신은 바닥이 아니라 맨땅에 재웠을 것이오. | ” |

라고 말하며 허사의 그릇이 작음을 비판하자 유표는 크게 웃었다.